# Topo Gigio

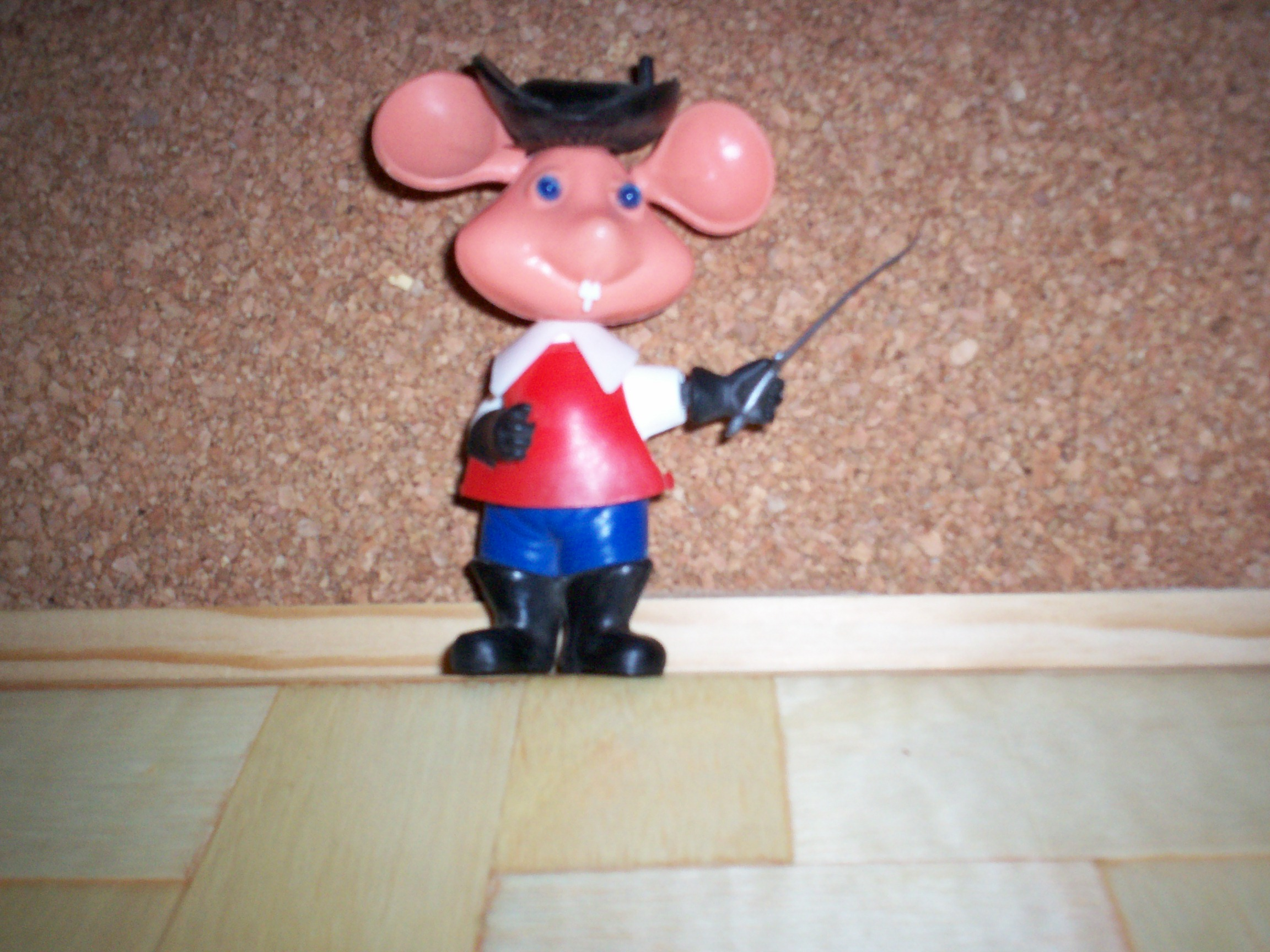
Brinquedo do Topo Gigio

O Topo Gigio (pronúncia italiana: [ˈtɔːpo ˈdʒiːdʒo]) foi um personagem de um programa infantil exibido na televisão italiana na década de 1960.
O personagem foi criado em 1958 pela roteirista e produtora de televisão italiana Maria Perego, seu marido Federico Caldura, e o colega artista Guido Stagnaro,. Foi dublado na Itália por Domenico Modugno (1959-1960), Giuseppe "Peppino" Mazzullo (1961-2006), Davide Garbolino (2007-2009) e Leo Valli (2010-atualmente).
O boneco, um rato de espuma macia com olhos sonhadores e uma personalidade amigável e infantil, foi muito popular na Itália durante muitos anos – não só na TV, mas também em revistas infantis, como a clássica Corriere dei Piccoli, desenhos animados, merchandising e filmes. Em 1963, a popularidade do personagem se espalhou para o mundo depois de ser apresentada no The Ed Sullivan Show nos Estados Unidos.  
Hoje, o Topo Gigio ainda tem fãs fiéis e se tornou um ícone da cultura pop italiana. Ele ainda se apresenta regularmente no festival Sequim d'Ouro e em outros programas criados pela emissora pública italiana RAI. O personagem protagonizou também o filme Le avventure di Topo Gigio, lançado em 1965. Em 2020, uma série de desenho animado baseada no personagem foi produzida e lançada na Itália no serviço de streaming da RAI, RaiPlay. Em Portugal, a série estreou no Canal Panda em 12 de março de 2021. Em novembro do mesmo ano, a série animada estreou no Brasil pelo serviço de streaming Discovery+.
O personagem fez aparições e tem vários fãs em muitos outros países – incluindo Argentina, Bolívia, Brasil, Chile, Colômbia, Costa Rica, El Salvador, Equador, Espanha, Guatemala, Honduras, Japão, México, Nicarágua, Panamá, Paraguai, Peru, Portugal, Porto Rico, República Dominicana, Romênia, Uruguai, Venezuela e na antiga Iugoslávia.

## História
Sua primeira aparição na televisão italiana foi em 1959, no programa Alta Fedeltà, com a voz do cantor Domenico Modugno. Em 1960, o programa de meia hora Storie di Topo Gigio, dirigido por Guido Stagnaro e transmitido nas tardes de quarta-feira, teve grande audiência e caiu no gosto do público infantil.[carece de fontes?] Na televisão italiana, o rato apresentava acompanhado da atriz Gina Lollobrigida.
No ano seguinte, Topo Gigio passou a protagonizar uma série de histórias em quadrinhos, publicadas na revista Corriere dei Piccoli, com ilustrações de Dino Battaglia e escrito por Maria Perego, Federico Caldura e Alberto Ongaro. Em 1962, uma série de livros com textos de Guido Stagnaro e ilustrações de Maria Perego foi publicada.
Imensamente popular em seu país de origem, Topo Gigio se tornou uma sensação mundial depois de suas aparições recorrentes, começando nos Estados Unidos em 1963, no The Ed Sullivan Show, pela rede de televisão CBS. Manipulado por uma trupe de manipuladores italianos, eram necessárias quatro pessoas para dar vida ao personagem de aproximadamente 10 cm de altura: três para manipulá-lo e um para criar sua voz. O boneco era manipulado em um palco especial com fundo preto e cortinas de veludo da mesma cor, projetado para absorver o máximo de luz ambiente possível, o que ajudava a esconder os manipuladores, que também estavam vestidos de preto da cabeça aos pés. Cada manipulador operava uma parte diferente do corpo de espuma do fantoche usando várias hastes de madeira, que também eram pintadas de preto. Isso fazia com que, ao contrário dos fantoches tradicionais, o Topo Gigio poderia andar de pé, cantar, fazer gestos sutis e até subir no braço de Ed Sullivan e ficar em seu ombro. A iluminação cuidadosa e o ajuste do enquadramento da câmera também eram importantes para tornar a ilusão praticamente imperceptível para o público, embora em pelo menos uma aparição, Ed pediu aos manipuladores para aparecerem e cumprimentá-lo, revelando-os no programa, mas ao mesmo tempo, escondendo habilmente os mecanismos do boneco para esconder o segredo. Em mais de cinquenta aparições no programa, o rato apareceu no programa e cumprimentou Sullivan. Em suas aparições no programa, Topo Gigio ocasionalmente falava sobre sua namorada, Rosie e terminava suas aparições cantando para o apresentador e pedindo que Ed Sullivan lhe desse um beijo de boa noite. Em 1971, Topo Gigio encerrou o último programa de Ed Sullivan.
Em 1964, Topo Gigio também apareceu em um programa de TV musical apresentado pelo cantor britânico Chris Howland, exibido na Áustria e na Alemanha. No México, Topo Gigio também teve um programa próprio no final da década de 1960, que foi apresentado por Raúl Astor, Julio Alemán e por Olivia Leyva.[carece de fontes?] O personagem também teve uma participação em um episódio de El Chapulín Colorado, contracenando com o Doutor Chapatin, interpretado por Roberto Gómez Bolaños, em 1979. Na Espanha, Topo Gigio contracenou com Xuxa Meneghel na versão espanhola do programa Xuxa Park, exibido pelo canal Telecinco em 1992.
No Japão, Topo Gigio participou do filme Toppo Jijio no botan sensō(トッポ・ジージョのボタン戦争), lançado em 1967 e dirigido por Kon Ichikawa e protagonizou o anime intitulado Toppo Jījo(トッポ・ジージョ), produzido pela Nippon Animation e exibido pela TV Tokyo em 1988, contando com 34 episódios.
A criadora do personagem, Maria Perego, faleceu em Milão, em 7 de novembro de 2019, aos 95 anos de idade, vítima de um infarto. Um ano e três meses depois, Guido Stagnaro, colega de Perego e co-criador do personagem, faleceu em 18 de fevereiro de 2021 devido à complicações relacionadas à COVID-19.

### Em Portugal
Em 1981, Topo Gigio fez parte de um programa televisivo exibido pela emissora pública portuguesa RTP, apresentado por Rui Guedes e onde António Semedo lhe dava a voz. Posteriormente, na segunda metade da década de 1990, passou a fazer parte do programa Big Show SIC, apresentado por João Baião.[carece de fontes?]

### No Brasil

Topo Gigio e Agildo Ribeiro no início da década de 1970.

O personagem estreou no Brasil em 1969, no programa Mister Show, na TV Globo. Topo Gigio contracenava com o humorista Agildo Ribeiro e a voz era dublada pelo italiano Peppino Mazzullo, que não sabia falar português e decorava as frases a serem ditas apenas de maneira fonética, sem saber a tradução. O programa era exibido em horário nobre, nas noites de quinta-feira e teve grande audiência. Além de Agildo Ribeiro, Topo Gigio também contracenou com a atriz Regina Duarte. Em 1970, Agildo Ribeiro saiu do programa e Luís Carlos Miele assumiu a atração por um curto período.
No ano seguinte, o rato ganhou um novo programa com Agildo Ribeiro, intitulado Topo Gigio Especial, que durou até o final de 1971. Durante o final da década de 1960, o personagem fez muito sucesso no mercado musical também com a canção "Meu Limão, Meu Limoeiro", lançada em um compacto em 1969 e que foi recordista de vendas, além de terem sido lançados vários bonecos, carrinhos, brinquedos e vários outros produtos licenciados.
Depois de mais de dez anos fora da televisão brasileira, Topo Gigio voltava ao ar na Rede Bandeirantes em 1983, com o programa Boa Noite Amiguinhos, onde o personagem também era dublado pelo italiano Peppino Mazzullo. O programa não teve bons índices de audiência, ficando no ar menos de um ano. Em 1987, o programa Boa Noite Amiguinhos voltou e durou dois anos no ar. Inicialmente, com a voz de Cassiano Ricardo, mais tarde a voz do personagem passou a ser feita por Laert Sarrumor, vocalista da banda Língua de Trapo. No programa, o boneco fazia dupla com o ator Ricardo Petraglia, que era apelidado carinhosamente por Topo Gigio de "Dick Petra". Nessa época, também foram lançados dois LPs com músicas cantadas pelo personagem: Topo Gigio no Brasil eTopo Gigio: Volume 2, ambos lançados em 1987 pela Disco Ban. Ainda nesse ano, um filme foi produzido em 1989: Topo Gigio no Castelo do Conde Drácula, que foi lançado diretamente para VHS e contou com a atriz Samantha Monteiro no elenco.
Em 2000, a Globo tentou trazer o boneco de volta para participar do programa Zorra Total, mas desistiu devido aos custos do licenciamento cobrados pela empresa detentora dos direitos autorais do personagem.
Em 2014, a Sato Company comprou os direitos do personagem e relançou alguns episódios produzidos na década de 1970 no YouTube. Novamente, o personagem passou a ser dublado por Laert Sarrumor.